# پنجره اورتون

تصویری از پنجره اورتون، همراه با درجات پذیرش

پنجره اورتون محدوده سیاست‌هایی است که از نظر سیاسی برای اکثریت مردم در یک زمان خاص قابل قبول است. که به عنوان پنجره گفتمان نیز شناخته می‌شود. این اصطلاح به نام جوزف پی. اورتون نامگذاری شده‌است، وی بیان داشت که ماندگاری سیاسی یک ایده بیشتر به این بستگی دارد که در این پنجره باشد، نه ترجیحات شخصی سیاستمداران. به گفته اورتون، این پنجره طیف سیاست‌هایی است که یک سیاستمدار بدون اینکه بیش از حد افراطی یا رادیکال به نظر آید می‌تواند توصیه کند تا سمت‌های دولتی در آن زمان را با توجه به جو افکار عمومی حفظ کند.